# Lellingeria
Lellingeria, rod pravih paprati (papratnice) iz potporodice Grammitidoideae,. dio porodice Polypodiaceae, red Polypodiales. Kew ovaj rod tretira kao sinonim za Grammitis.
Postoje 52 vrste u neotropima, jedna je endem sa Kokosovog otoka, Lellingeria vargasiana. Rod je opisan u American Fern Journal 81(3): 76. 1991. Tipična je Lellingeria apiculata (Kunze ex Klotzsch) A.R. Sm. & R.C. Moran. Od 30 vrsta sve su iz Amerike, uz nadopunu da se jedna, Melpomene flabelliformis, širi i na Afriku.

## Vrste
1. Lellingeria affinis Labiak
2. Lellingeria amplisora Labiak
3. Lellingeria antillensis (Proctor) A.R.Sm. & R.C.Moran
4. Lellingeria apiculata (Kunze ex Klotzsch) A.R.Sm. & R.C.Moran
5. Lellingeria barbensis (Lellinger) A.R.Sm. & R.C.Moran
6. Lellingeria bishopii Labiak
7. Lellingeria brasiliensis (Rosenst.) Labiak
8. Lellingeria brenesii A.Rojas
9. Lellingeria brevistipes (Mett.) A.R.Sm. & R.C.Moran
10. Lellingeria calolepis Labiak
11. Lellingeria cantarensis B.K.Black & Sundue
12. Lellingeria ciliolepis (C.Chr.) A.R.Sm.
13. Lellingeria depressa (C.Chr.) A.R.Sm. & R.C.Moran
14. Lellingeria dissimulans (Maxon) A.R.Sm.
15. Lellingeria epiphytica (Copel.) A.R.Sm. & R.C.Moran
16. Lellingeria flagellipinnata M.Kessler & A.R.Sm.
17. Lellingeria flexibilis Labiak
18. Lellingeria hombersleyi (Maxon) A.R.Sm.
19. Lellingeria humilis (Mett.) A.R.Sm. & R.C.Moran
20. Lellingeria isidrensis (Maxon ex Copel.) A.R.Sm. & R.C.Moran
21. Lellingeria itatimensis (C.Chr.) A.R.Sm. & R.C.Moran
22. Lellingeria jimenezii Labiak
23. Lellingeria kaieteura (Jenman) Labiak
24. Lellingeria labiakii Sundue
25. Lellingeria laxifolia A.R.Sm. & R.C.Moran
26. Lellingeria longeattenuata D.M.Forero & J.Murillo
27. Lellingeria longifolia Labiak
28. Lellingeria major (Copel.) A.R.Sm. & R.C.Moran
29. Lellingeria melanotrichia (Baker) A.R.Sm. & R.C.Moran
30. Lellingeria micula (Lellinger) Labiak
31. Lellingeria militaris (Maxon) A.R.Sm. & R.C.Moran
32. Lellingeria moranii Labiak
33. Lellingeria oreophila (Maxon) A.R.Sm. & R.C.Moran
34. Lellingeria paramicola Labiak
35. Lellingeria pendula (Sw.) A.R.Sm. & R.C.Moran
36. Lellingeria pendulina A.R.Sm. & R.C.Moran
37. Lellingeria phlegmaria (J.Sm.) A.R.Sm. & R.C.Moran
38. Lellingeria pinnata A.Rojas
39. Lellingeria pseudocapillaris (Rosenst.) A.R.Sm. & R.C.Moran
40. Lellingeria pseudotenuicula Labiak
41. Lellingeria simacensis (Rosenst.) A.R.Sm. & R.C.Moran
42. Lellingeria sinuosa (A.R.Sm.) A.R.Sm. & R.C.Moran
43. Lellingeria smithii Labiak
44. Lellingeria subimpressa (Copel.) Labiak
45. Lellingeria subsessilis (Baker) A.R.Sm. & R.C.Moran
46. Lellingeria suprasculpta (Christ) A.R.Sm. & R.C.Moran
47. Lellingeria suspensa (L.) A.R.Sm. & R.C.Moran
48. Lellingeria tamandarei (Rosenst.) A.R.Sm. & R.C.Moran
49. Lellingeria tenuicula (Fée) A.R.Sm. & R.C.Moran
50. Lellingeria tmesipteris (Copel.) A.R.Sm. & R.C.Moran
51. Lellingeria tunguraguae (Rosenst.) A.R.Sm. & R.C.Moran
52. Lellingeria vargasiana A.Rojas